# Turcja na Letnich Igrzyskach Olimpijskich 2008
Turcję na Letnich Igrzyskach Olimpijskich 2008 reprezentowało 67 sportowców (48 mężczyzn i 19 kobiet) w 12 dyscyplinach.
Był to 20. start reprezentacji Turcji na letnich igrzyskach olimpijskich. Osiem zdobytych medali było 4. wynikiem w historii występów Turcji na letnich igrzyskach olimpijskich. 

## Zdobyte medale
| Medal  | Zawodnik          | Dyscyplina sportowa  | Konkurencja                       |
| ------ | ----------------- | -------------------- | --------------------------------- |
| Złoto  | Ramazan Şahin     | Zapasy               | styl wolny do 66 kg mężczyzn      |
| Srebro | Sibel Özkan       | Podnoszenie ciężarów | do 48 kg kobiet                   |
| Srebro | Elvan Abeylegesse | Lekkoatletyka        | bieg na 10 000 m kobiet           |
| Srebro | Elvan Abeylegesse | Lekkoatletyka        | bieg na 5000 m kobiet             |
| Srebro | Azize Tanrıkulu   | Taekwondo            | do 57 kg kobiet                   |
| Brąz   | Nazmi Avluca      | Zapasy               | styl klasyczny do 84 kg mężczyzn  |
| Brąz   | Servet Tazegül    | Taekwondo            | do 68 kg mężczyzn                 |
| Brąz   | Yakup Kılıç       | Boks                 | waga piórkowa (do 57 kg) mężczyzn |